# 글꼴 래스터화
글꼴 래스터화는 벡터(vector) 기반의 글꼴을 비트맵(bitmap) 형태로 전환하는 것으로, 이를 통해 글꼴을 글꼴이 아닌 이미지로 인식하게 된다.